# 越南共和國財政與軍費清查總署
財政與軍費清查總署是越南共和國國防部的一個下屬機構。總署負責管理越南共和國軍隊的財政和軍費。總署的行政首長都是具有高學歷和學位的官員，他們接受過培訓，並經常被派往發達國家進行專業學習。

## 歷史
財政與軍費清查總署成立於1952年，由國長保大擔任總指揮。最初只是一個負責每月向軍隊的各單位支付軍餉，然後再由各單位向下屬的軍人發放工資的部門。後來軍隊人數增加，這個部門在組織上逐步改革，人員規模越來越大，更加完善。
組織和任務如下：

### 1.組織

#### 第一階段，1955年10月至1958年7月
1. 監督辦公室（Văn phòng Giám đốc）
2. 行政辦（Sở Hành chính）
3. 財政辦（Sở Tài chính）
4. 行政-撥款-會計署（Nha Hành Ngân Kế[1]）